# Ludwig Steiner (Politiker, 1792)

Ludwig Steiner

Ludwig Steiner (* 1792 in Wien; † 20. November 1869 in St. Pölten) war ein österreichischer Religionsfondsverwalter, Abgeordneter zum niederösterreichischen Landtag sowie achter Bürgermeister von St. Pölten.

## Leben
Ludwig Steiner wurde 1792 in Wien geboren. Ab 1810 stieg er als Beamter in der Staatsgüterverwaltung auf, seit spätestens 1840 in der Verwaltung des Staatsgutes St. Pölten, dem ehemaligen Chorherrnstift. Schon 1848 war er Leiter des St. Pöltner Religionsfonds. Als dieser im selben Jahr mit der Stadt vereinigt wurde, war er in seiner Funktion maßgeblich an der Übergabe beteiligt. 1854 wurde er als Gründungsmitglied Vizedirektor der Sparkasse St. Pölten, von 1855 bis 1867 war er deren Direktor.
1850 wurde Steiner in den St. Pöltner Gemeinderat gewählt, nach dem Tod Hassacks 1859 wurde er zum Bürgermeister gewählt. Nachdem er 1865 blieb er bis zu seinem Tod erster Gemeinderat, was mit dem Vizebürgermeister gleichzusetzen war. Von 1861 bis 1869 war er außerdem Abgeordneter zum niederösterreichischen Landtag, zuletzt als Abgeordneter der Städte für St. Pölten.
Ludwig Steiner verstarb am 20. November 1869 in St. Pölten.

## Ehrungen
- Steinergasse in St. Pölten (1876)[4]
- Ehrenbürger der Stadt St. Pölten (1857)[2]